# Aeroportul Mineralnye Vody
Aeroportul Mineralnye Vody (IATA: MRV, ICAO: URMM) este un aeroport din Stavropol, Rusia ce deservește zona Cerkessk. Aeroportul a fost tranzitat în 2021 de 3.204.709 pasageri. A fost deschis în 1925 și numit după Mihail Lermontov.
Situat la o altitudine de 321 m, aeroportul dispune de 1 pistă. Este operat de Novaport⁠(d).

## Infrastructură

### Piste
Aeroportul dispune de o singură pistă. Pista are orientarea 12/30.